# Souleymane Cissokho
Souleymane Diop Cissokho (Dakar, 4 de julio de 1991) es un deportista francés, de origen senegalés, que compite en boxeo. Participó en los Juegos Olímpicos de Río de Janeiro 2016, obteniendo una medalla de bronce en el peso wélter.

## Palmarés internacional
| Juegos Olímpicos | Juegos Olímpicos        | Juegos Olímpicos  | Juegos Olímpicos |
| Año              | Lugar                   | Medalla           | Categoría        |
| ---------------- | ----------------------- | ----------------- | ---------------- |
| 2016             | Río de Janeiro (Brasil) | Medalla de bronce | 69 kg            |